# Bright (Indiana)
Bright è un census-designated place (CDP) degli Stati Uniti d'America, situato nello stato dell'Indiana, nella contea di Dearborn.